# Podzemna željeznica New York
Podzemna željeznica New Yorka (eng. New York City Subway) sustav je masovnog javnog prijevoza podzemnom željeznicom. To je jedan od najvećih sustava toga tipa na svijetu. Službeno ima 468 postaja s ukupnom dužinom pruge od 1056 km. Iako se u imenu nalazi “podzemna”, 40% linija iznad je zemlje. Postoje 24 aktivne linije. Godišnje preveze oko 1,3 milijardi ljudi.
U vlasništvu je grada New Yorka i u zakupu tvrtke New York City Transit, pridružene agencije Metropolitanske transportne uprave (MTA) pod državnom upravom. Ova podzemna željeznica otvorena je 27. listopada 1904. godine. Ona je jedan od najstarijih sustava javnog prijevoza na svijetu, jedan od najviše korištenih, kao i sustav podzemne željeznice s najviše postaja. Ima ih 472 u upotrebi (424 ako se postaje povezane transferima računaju kao pojedinačne postaje). Postaje su locirane u dijelovima grada: Manhattan, Brooklyn, Queens i Bronx.
Podzemna željeznica radi bez prestanka svakog dana u godini (izuzev hitnih slučajeva i katastrofa) tijekom većeg dijela svoje povijesti; od 6. svibnja 2020. privremeno je zatvorena za javnost tijekom kasnih noći radi dezinfekcije vlakova i postaja zbog pandemije covid-19. 
Prema godišnjem prometu, to je najprometniji sustav brzog tranzita na zapadnoj hemisferi i u zapadnom svijetu, kao i deveti po prometu brzi tranzitni željeznički sustav na svijetu. U 2017. godini bilo je preko 1,72 milijarde vožnji, prosječno oko 5,6 milijuna dnevnih vožnji radnim danima i kombiniranih 5,7 milijuna vožnji svakog vikenda (3,2 milijuna subotom, 2,5 milijuna nedjeljom). Dana, 23. rujna 2014. godine, više od 6,1 milijuna ljudi vozilo se ovom podzemnom željeznicom, uspostavljajući najviši promet u jednom danu od početka redovnog nadzora prometa 1985. godine.

## Galerija
- Karta linija 2013.
- Nadzemni dio
- Postaja u 59. ulici
- Dizalo za ulazak u podzemnu željeznicu